# Hans Müller (Politiker, 1943)
Hans Müller (* 12. August 1943 in Aspang) ist ein österreichischer Geschäftsleiter und Politiker (FPÖ). Müller war von 1999 bis 2002 Abgeordneter zum Nationalrat.

## Ausbildung und Beruf
Hans Müller besuchte von 1950 bis 1958 die Volks- und Hauptschule in Aspang und von 1958 bis 1960 die Handelsakademie Wiener Neustadt. Er wechselte danach an die Handelsschule, die er 1961 abschloss. 1963 leistete Müller den Präsenzdienst ab.
Müller war von 1961 bis 1966 Angestellter der Raiffeisenkasse Aspang und von 1964 bis 1966 Bankstellenleiter. Ab 1967 stand er der Raiffeisenkasse Kirchberg am Wechsel als Geschäftsleiter vor. Zudem war Müller von 1997 bis 1998 Vorsitzender der internationalen Geschäftsleiterkommission von europäischen Genossenschaftsbanken. 

## Politik
Müller war ab 2001 Mitglied des Gemeinderates von Kirchberg am Wechsel. Er war ab 1998 Mitglied des Finanzausschusses der FPÖ Niederösterreich und ab 1999 Mitglied der Bezirksparteileitung der FPÖ Neunkirchen. Müller vertrat die FPÖ von 29. Oktober 1999 bis 19. Dezember 2002 im Nationalrat. 2002 legte Müller auch sein Gemeinderatsmandat sowie sämtliche innerparteiliche Funktionen in der FPÖ zurück.

## Privates
Müller ist verheiratet und hat zwei Töchter.